# 안병석 (농구 선수)
안병석은 대한민국의 농구 선수이다. 1948년 하계 올림픽과 1956년 하계 올림픽에 대한민국 대표팀으로 참가했다.